# Bettina Böhler
Bettina Böhler (* 24. Juni 1960 in Freiburg im Breisgau) ist eine deutsche Filmeditorin.

## Leben und Werk
Bettina Böhler begann ihre Filmlaufbahn neunzehnjährig als Kopierwerkspraktikantin und Synchronassistentin. Seit 1985 arbeitet sie als Editorin mit namhaften deutschen Regisseuren unterschiedlichster Couleur wie Christian Petzold, Christoph Schlingensief, Oskar Roehler und Angelina Maccarone zusammen. Sie hat bisher mehr als 50 Spiel-, Dokumentar- und Fernsehfilme montiert.
In ihrer Zusammenarbeit mit verschiedenen Regisseuren prägte sie Erzählrhythmus und Montagestruktur der Berliner Schule maßgeblich mit. Viele der Werke sind auf den internationalen Filmfestivals von Cannes, Venedig und Berlin gezeigt und ausgezeichnet worden sind.
Bettina Böhlers Arbeiten sind geprägt vom ‚unsichtbaren Schnitt‘, der die Aufmerksamkeit auf Erzählung und Atmosphäre lenkt, und die Montage selbst in den Hintergrund stellt. Bei mehreren Filmen arbeitete sie mit dem Regisseur Marcel Gisler zusammen.
2007 wurde sie mit dem Bremer Filmpreis für langjährige Verdienste um den europäischen Film ausgezeichnet. 2012 folgte für ihre Zusammenarbeit mit Christian Petzold an Barbara eine Nominierung für den Deutschen Filmpreis. Bettina Böhler wurde 2017 für die Montage des Spielfilms Wild erneut für den deutschen Filmpreis nominiert.
Mit dem Dokumentarfilm Schlingensief – In das Schweigen hineinschreien, der am 21. Februar 2020 im Rahmen der 70. Internationalen Filmfestspiele Berlin uraufgeführt wird, präsentiert Böhler ihre erste Regiearbeit.
Bettina Böhler lebt gemeinsam mit ihrer Lebensgefährtin, der Filmemacherin Angelina Maccarone, in Berlin. Sie ist unter anderem Dozentin an der Deutschen Film- und Fernsehakademie Berlin (DFFB). Böhler ist Mitglied der europäischen Filmakademie, der Academy of Motion Picture Arts and Sciences und der Akademie der Künste.

## Filmografie (Auswahl)
Wo nicht anders angegeben, handelt es sich um einen Kino-Spielfilm.

### Als Editorin
- 1986: Du mich auch – Regie: Dani Levy
- 1988: Brennende Betten – Regie: Pia Frankenberg
- 1988: Überall ist es besser, wo wir nicht sind – Regie: Michael Klier
- 1991: Die blaue Stunde – Regie: Marcel Gisler
- 1991: Ostkreuz – Regie: Michael Klier
- 1991: Taiga (Dokumentarfilm) – Regie: Ulrike Ottinger
- 1992: Langer Gang – Regie: Yılmaz Arslan
- 1992: Terror 2000 – Regie: Christoph Schlingensief
- 1994: Der Blaue – Regie: Lienhard Wawrzyn
- 1995: Cuba Libre – Regie: Christian Petzold
- 1995: Novalis – Die blaue Blume – Regie: Herwig Kipping
- 1996: Gefährliche Freundin – Regie: Hermine Huntgeburth
- 1997: Die 120 Tage von Bottrop – Regie: Christoph Schlingensief
- 1997: F. est un salaud – Regie: Marcel Gisler
- 1998: Drachenland – Regie: Florian Gärtner
- 1998: Plätze in Städten – Regie: Angela Schanelec
- 1999: Vertrauen ist alles – Regie: Berno Kürten
- 2000: Danach hätte es schön sein müssen (Dokumentarfilm) – Regie: Karin Jurschick
- 2000: Die innere Sicherheit – Regie: Christian Petzold
- 2000: Heidi M. – Regie: Michael Klier
- 2000: Mein langsames Leben – Regie: Angela Schanelec
- 2001: Klassenfahrt – Regie: Henner Winckler
- 2001: Toter Mann – Regie: Christian Petzold
- 2002: Khamosh Pani – Silent Waters – Regie: Sabiha Sumar
- 2002: Wolfsburg – Regie: Christian Petzold
- 2003: Farland – Regie: Michael Klier
- 2003: Marseille – Regie: Angela Schanelec
- 2003: My Friend Henry – Regie: Auli Mantila
- 2003: Zwischen Nacht und Tag – Regie: Nicolai Rohde
- 2004: Close – Regie: Marcus Lenz
- 2004: Gespenster – Regie: Christian Petzold
- 2005: Einsatz in Hamburg – Superzahl: Mord
- 2005: Fremde Haut – Regie: Angelina Maccarone
- 2006: Sehnsucht – Regie: Valeska Grisebach
- 2006: Lucy – Regie: Henner Winckler
- 2006: Nachmittag – Regie: Angela Schanelec
- 2006: Verfolgt – Regie: Angelina Maccarone
- 2006: Der Anfang war gut (Dokumentarfilm) – Regie: Susanna Salonen
- 2006: Yella – Regie: Christian Petzold
- 2007: Vivere – Regie: Angelina Maccarone
- 2007: Tatort: Wem Ehre gebührt (Fernsehreihe) – Regie: Angelina Maccarone
- 2008: Deutschland 09 – Segment: „Die Unvollendete“  – Regie: Nicolette Krebitz
- 2008: Jerichow – Regie: Christian Petzold
- 2008: Pomegranates and Myrrh (Al mor wa al rumman) – Regie: Najwa Najjar
- 2009: Lulu & Jimi – Regie: Oskar Roehler
- 2009: Tatort: Borowski und die Sterne (Fernsehreihe) – Regie: Angelina Maccarone
- 2010: Jud Süß – Film ohne Gewissen – Regie: Oskar Roehler
- 2010: La Lisière – Am Waldrand – Regie: Géraldine Bajard
- 2011: Dreileben – Etwas Besseres als den Tod – Regie: Christian Petzold
- 2011: The Look – Charlotte Rampling (Kino-Dokumentarfilm) – Regie: Angelina Maccarone
- 2012: Barbara – Regie: Christian Petzold
- 2012: Hannah Arendt – Regie: Margarethe von Trotta
- 2013: Gold – Regie: Thomas Arslan
- 2013: Rosie – Regie: Marcel Gisler
- 2014: Patong Girl – Regie: Susanna Salonen
- 2014: Phoenix – Regie: Christian Petzold
- 2014: Tolerant? Sind wir selber. Drei Videoclips: Coming out, Eltern, Maskerade
- 2015: Die abhandene Welt – Regie: Margarethe von Trotta
- 2015: Polizeiruf 110 – Kreise (Fernsehreihe) – Regie: Christian Petzold
- 2016: Wild – Regie: Nicolette Krebitz
- 2017: Axolotl Overkill – Regie: Helene Hegemann
- 2017: Gift – Regie: Daniel Harrich
- 2017: Western – Regie: Valeska Grisebach
- 2018: Transit – Regie: Christian Petzold
- 2019: Nur eine Frau – Regie: Sherry Hormann
- 2020: Undine – Regie: Christian Petzold
- 2021: Le Prince – Regie: Lisa Bierwirth
- 2022: A E I O U – Das schnelle Alphabet der Liebe – Regie: Nicolette Krebitz
- 2022: Das Haus der Träume (Miniserie, 6 Folgen)
- 2023: Roter Himmel – Regie: Christian Petzold
- 2023: Kein Wort
- 2024: September & July (September Says) – Regie: Ariane Labed
- 2024: Gina – Regie: Ulrike Kofler
- 2025: Miroirs No. 3 – Regie: Christian Petzold

### Als Regisseurin und Editorin
- 2020: Schlingensief – In das Schweigen hineinschreien (Kino-Dokumentarfilm)

## Auszeichnungen
- 2000: Deutscher Schnitt-Preis für Die innere Sicherheit[7]
- 2001: Preis der deutschen Filmkritik für Die innere Sicherheit[8]
- 2007: Bremer Filmpreis für Yella[9]
- 2007: Femina Filmpreis für Yella[10]
- 2012: Preis der deutschen Filmkritik für Barbara[11]
- 2012: Nominierung für den Deutschen Filmpreis in der Kategorie Bester Schnitt für Barbara
- 2017: Nominierung für den Deutschen Filmpreis in der Kategorie Bester Schnitt für Wild
- 2021: Bayerischer Filmpreis für Schlingensief – In das Schweigen hineinschreien[12]
- 2021: Deutscher Kamerapreis für Schlingensief – In das Schweigen hineinschreien (rbb/WDR)